# Веласкес, Диего (актёр)
Диего Веласкес (исп. Diego Velázquez; 1976) — аргентинский актёр театра, кино и телевидения, сценарист, режиссёр и хореограф.

## Биография
Родился 25 сентября 1789 года в Мар-дель-Плата (исп. Mar del Plata).
В 2002 году окончил школу драматического искусства города Буэнос-Айрес. В том же году началась актёрская карьера Веласкеса — дебютом в спектакле «3EX — pieza íntima para teatro». В течение нескольких лет он проработал помощником театрального режиссёра Сиро Сорсоли.
В 2008 году Диего Веласкес поставил спектакль «Аквамен», в котором выступил в качестве сценариста, актера, сценографа и хореографа.
Участие в спектаклях Алехандро Тантаньяна, Даниэля Веронезе («Cock»), Аны Френкель («Vacaciones en la oscuridad») и Сиро Сорсоли («Traición») привлекло внимание критиков и закрепило за Веласкесом репутацию одного из самых перспективных актёров его поколения.
В 2013 году он сыграл одну из ролей второго плана в многосерийной новелле телекомпании Pol-ka «Farsantes».
Летом 2014 года сыграл одну из ролей второго плана в спектакле Роберта Стуруа по пьесе Юджина О’Нила «Траур — участь Электры».

## Награды и премии
Премия Florencio Sánchez в номинации «лучший актёр второго плана» в январе 2013 года за роль в спектакле «Cock».